# Emil Boc
Emil Boc (Răchițele, 6 september 1966) is een Roemeens politicus. Tussen december 2008 en januari 2012 was hij premier van Roemenië. Sinds juli 2012 is hij burgemeester van Cluj-Napoca, een functie die hij eerder al bekleedde tussen 2004 en 2009.
Boc is sinds 2014 lid van de Nationaal-Liberale Partij. Daarvoor was hij actief namens de Democratische Partij (tot 2007) en de Democratisch-Liberale Partij (2007–2014).

## Politieke loopbaan

### Burgemeester
In juli 2004 werd Boc burgemeester van Cluj-Napoca, de grootste stad in Transsylvanië. Als burgemeester volgde hij de extreemrechtse nationalist Gheorghe Funar op, die 12 jaar burgemeester van Cluj-Napoca was geweest. Funar was eerst lid van de Roemeense Nationale Eenheidspartij en nadat hij in 1997 uit die partij werd gezet, werd hij lid van de streng nationalistische en extreemrechtse partij Groot-Roemenië Partij van Corneliu Vadim Tudor. Bij de verkiezingen van 2004 verloor Funar in de eerste ronde van Boc en van de kandidaat van de Sociaaldemocratische Partij, Ion Rus. In de tweede ronde won Boc van Rus.
Onder Emil Boc begon het gemeentebestuur met het overschilderen van zitbanken, die zijn voorganger Funar in de Roemeense driekleur had laten schilderen, en het weghalen van het overdreven aantal Roemeense vlaggen in de stad. Cluj-Napoca (voorheen Kolozsvár), nu voor 80% Roemeens, had tot de jaren 1950 een Hongaarse meerderheid.

### Premierschap
Boc was van 2004 tot en met 2007 voorzitter van de Democratische Partij (PD) en aansluitend tot 2012 van de Democratisch-Liberale Partij (PD-L). Op 22 december 2008 werd hij door toenmalig president Traian Băsescu benoemd als minister-president van Roemenië, waarna hij leidinggaf aan een coalitie bestaande uit de PD-L en de sociaaldemocratische PSD.
Op 13 oktober 2009 viel de centrumlinkse regering nadat eerst al de minister van Binnenlandse Zaken Dan Nica (PSD) uit de regering was gezet en werd vervangen door Vasile Blaga (PD-L), wat de PSD deed besluiten uit de regering te stappen. Bij de stemming in het parlement stemden 258 afgevaardigden voor en 176 tegen de motie van de oppositie. Het was de eerste val van een regering door een motie van wantrouwen in het postcommunistische Roemenië. De oppositie beschuldigde de regering van premier Boc ervan illegaal te fungeren, het land economisch en moreel te verstoren en enkel de herverkiezing van president Băsescu te willen veiligstellen. De motie van wantrouwen was ingediend door de Nationaal-Liberale Partij en de Democratische Unie van Hongaren in Roemenië. Tegen de regering stemden ook de voormalige coalitiegenoot, de socialisten (PSD). De minderheidsregering van premier Emil Boc besloot aan de macht te blijven tot het parlement een nieuwe premier zou goedkeuren. Echter, twee kandidaten van Băsescu werden door het parlement naar huis gestuurd. Door de sfeer rondom de presidentiële verkiezingen was het lange tijd onmogelijk een nieuwe regering te kiezen. "Deze verkiezingen onderbreken het functioneren van de instituties", aldus politiek analist en columnist Cristian Ghinea, "op het slechtst denkbare moment." De nieuwe president doet een voorstel voor een nieuwe premier, die dan waarschijnlijk een regering mag vormen. Tot die tijd zat Roemenië zonder. Nadat Traian Băsescu in 2009 wederom de presidentiële verkiezingen met een nipte meerderheid won van Mircea Geoană, werd Emil Boc door Băsescu nogmaals aangesteld als premier en kon hij een nieuwe regering vormen met de UDMR. Op 6 februari 2012 legde hij zijn functie neer onder druk van massale protesten tegen de door hem gevoerde bezuinigingsmaatregelen.

### Terugkeer als burgemeester
Nadat hij als premier afgetreden was in 2012 stelde hij zich weer verkiesbaar als burgemeester van Cluj-Napoca. Die verkiezing won hij van zijn tegenstander Marius Nicoară. Bij deze verkiezingen verloor de PD-L echter wel aanzienlijk, mede hierom trad Emil Boc af als voorzitter van de partij. Hij werd tijdelijk opgevolgd door Vasile Blaga. Nadat Vasile Blaga definitief werd aangesteld als partijvoorzitter van de PD-L leek Emil Boc in te gaan op een uitnodiging om zich te voegen bij de Volksbewegingspartij (PMP), opgericht door Traian Băsescu nadat deze ook uit de PD-L stapte. Bij de lokale verkiezingen van 2016 stelde hij zich echter toch verkiesbaar namens de Nationaal-Liberale Partij (PNL) en won een tweede termijn als burgemeester van Cluj-Napoca.